# I Brought You My Bullets, You Brought Me Your Love
I Brought You My Bullets, You Brought Me Your Love는 뉴저지주 출신 록 밴드 마이 케미컬 로맨스의 데뷔 음반이자 2002년 7월 23일에 발매되었다. 음반의 프로듀싱은 아이볼 레코드 소속 서스데이의 보컬 제프 릭클리가 맡았다.
음반은 언더그라운드에서 큰 성공을 거두었으나, 2년 후 두 번째 음반 《Three Cheers for Sweet Revenge》가 나올 때까지 주류에서는 인정받지 못했다.
음반 녹음 도중, 리드 보컬 제라드 웨이의 양 이빨 사이에 종기가 나서 녹음하는 데에 힘들었다.
다른 밴드와는 독특하게, CD 안의 커버에 "불법 복제는 법적 침해이며 결국엔 제라드가 당신의 집에 찾아가 당신의 피를 빨 것입니다." 라고 음반 복제에 대해 경고했다.

## 수록곡
1. "Romance" - 1:02
2. "Honey, This Mirror Isn't Big Enough for the Two of Us" – 3:51
3. "Vampires Will Never Hurt You" – 5:26
4. "Drowning Lessons" – 4:23
5. "Our Lady of Sorrows" – 2:05
6. "Headfirst for Halos" – 3:28
7. "Skylines and Turnstiles" – 3:23
8. "Early Sunsets Over Monroeville" – 5:05
9. "This Is the Best Day Ever" – 2:12
10. "Cubicles" – 3:51
11. "Demolition Lovers" – 6:06

### 재발매판에 수록된 뮤직비디오
1. "Honey, This Mirror Isn't Big Enough for the Two of Us" – 3:53
2. "Vampires Will Never Hurt You" – 5:42

## 음반 제작
- 제라드 웨이 – 리드 보컬
- 레이 토로 – 리드 보컬, 리듬 기타
- 프랭크 아이에로 – 리듬 기타 (수록곡 2번, 8번)
- 마이키 웨이 – 베이스 기타
- 맷 펠리시어 – 드럼